# Clinteria imperialis
Clinteria imperialis är en skalbaggsart som beskrevs av Gustaf von Paykull 1817. Clinteria imperialis ingår i släktet Clinteria och familjen Cetoniidae.

## Underarter
Arten delas in i följande underarter:
- C. i. cincta
- C. i. valida
- C. i. truncata
- C. i. mercarensis
- C. i. auronotata